# Salome (opera)
Salome er en opera i én akt af Richard Strauss. Den tyske libretto er skrevet af komponisten selv. Den bygger på Hedwig Lachmanns tyske oversættelse af Oscar Wildes engelske skuespil, der hurtigt blev oversat til fransk Salomé.  Operaen blev uropført på Hofoper Semperoper i Dresden den 9. december 1905. Den er kendt for De syv slørs dans (Tanz der Sieben Schleier).